# Eupithecia neosatyrata
Eupithecia neosatyrata là một loài bướm đêm trong họ Geometridae.